# Dasuk Timur
Dasuk Timur is een bestuurslaag in het regentschap Sumenep van de provincie Oost-Java, Indonesië. Dasuk Timur telt 698 inwoners (volkstelling 2010).